# Абдалла ибн Мусаид Аль Сауд
Абдалла́ ибн Муса́ид ибн Абдул-Ази́з А́ль Сау́д (араб.  عبد الله بن مساعد بن عبد العزيز آل سعود‎; род. 19 февраля 1965, Эр-Рияд, Саудовская Аравия) — председатель Главного управления спорта Саудовской Аравии с 2014 по 2017 год. Владелец футбольных клубов в нескольких странах и лигах.

## Биография

### Детство и образование
Абдалла ибн Мусаид Аль Сауд родился 19 февраля 1965 года в Эр-Рияде в семье принца Мусаида и его жены Фатимы бинт Хашим Аль Ниджрис. У него есть младший родной брат, принц Абдул-Рахман (род. 1967). Провёл детство в Бейруте, переехав туда с родителями. После возвращения получал начальное и среднее образование в Эр-Рияде. 
Выпускник университета короля Сауда, где получил степень бакалавра в области машиностроения и степень магистра в области промышленного инжиниринга.

### Бизнес и инвестиции в футболе
С 1989 по 2016 годы Абдалла ибн Мусаид владел основанной им компанией по производству бумаги SPMC Group. Компания была одной из крупнейших на Ближнем Востоке.
С 2002 по 2004 год Абдалла ибн Мусаид был председателем совета директоров «Аль-Хиляль».
С 2013 года Абдалла ибн Мусаид является владельцем акций английского футбольного клуба «Шеффилд Юнайтед», который был полностью выкуплен через 5 лет.
В 2020 году Абдалла ибн Мусаид контролировал 75 % акций бельгийского «Беерсхота»; в том же году он стал владельцем ещё двух футбольных клубов: клуба из ОАЭ «Аль-Хиляль Юнайтед» и индийского «Керала Юнайтед».
В 2021 году стал владельцем французского «Шатору».

### Семья
Женат на принцессе Джавхаре, дочери принца Фахда, у пары 2 сына и 5 дочерей. Одна из дочерей, принцесса Рима (род. 1995) входит в совет директоров «Шеффилд Юнайтед».